# Georges Lasserre (homme politique)
 (juillet 2024).
Pour les articles homonymes, voir Georges Lasserre et Lasserre.
Georges Lasserre, est un homme politique français, socialiste puis néo-socialiste, né le 10 novembre 1878 à Saint-Léger-de-Balson (Gironde) et décédé le 11 mai 1961 à Talence.

## Biographie
Pierre Lasserre, dit « Georges » Lasserre, est fils de cultivateurs. Il se marie en 1902 à Audenge (Gironde) avec Marie Lurie, institutrice à Bordeaux et militante syndicaliste. Il est lui-même également instituteur à Talence puis directeur d’école à Bordeaux. 
Militant de la SFIO, il est élu conseiller municipal à Saint-Léger-de-Balson en 1908 et 1912. En août 1914, il est mobilisé comme officier de réserve et participe aux batailles du Chemin des Dames et de Verdun, ce qui lui vaut la Croix de guerre avec palme.
Secrétaire de la section socialiste de Talence, Georges Lasserre entre au conseil municipal de Talence en 1919. Il est reçu au conseil d’arrondissement en 1922, puis en 1925, à la tête d’une liste de Cartel des gauches, il devient maire de Talence jusqu’en 1941. En 1925, il est également élu conseiller général du canton de Bordeaux-4.
Après une candidature sans succès en 1928, il est élu député SFIO en mai 1932 en battant l’abbé Bergey sur la 2e circonscription de Bordeaux après que le député sortant Henri Lorin est décédé entre les deux tours. Malgré des divergences avec Adrien Marquet, il rejoint les néo-socialistes et adhère au Parti Socialiste de France en 1933. Fortement minoritaire aux législatives de 1936, il se désiste pour Jean-Fernand Audeguil, son adjoint à la mairie de Talence. Aux cantonales de 1937, il se désiste également pour Edmond Costedoat qui est élu sur le canton de Bordeaux-4. Ses échecs le conduisent à vouloir démissionner de ses mandat, mais Jean-Fernand Audeguil l’en dissuade. 
Sous le régime de Vichy, il est relevé de ses fonctions de maire. À la Libération il est choisi pour présider la délégation municipale provisoire de Talence et élu maire en 1945, réélu en 1953 jusqu’à son décès en mai 1961.

## Décorations
- Croix de guerre 1914-1918 avec palme

### Sources
- « Georges Lasserre (homme politique) », dans le Dictionnaire des parlementaires français (1889-1940), sous la direction de Jean Jolly, PUF, 1960 [détail de l’édition]
- Alain Anziani, Cent ans de socialisme en Gironde, Bordeaux, Editions du Populaire girondin, 1999, 207 p. (ISBN 2-9514803-0-X, présentation en ligne)
- Sylvie Guillaume, Dictionnaire des parlementaires d'Aquitaine sous la Troisième République, Presses Universitaires de Bordeaux, 1998, 624 p. (lire en ligne)